# Túbulo proximal
Em anatomia renal, o túbulo proximal é o primeiro segmento dos túbulos renais, originando-se logo após o corpúsculo renal e terminando no ramo fino descendente do túbulo intermediário. É uma estrutura tubular microscópica que faz parte dos túbulos renais, um dos constituintes do nefrónio.
{{|right}}

## Subdivisões
De acordo com a International Union of Physiological Sciences, o túbulo proximal é dividido em 2 partes: a porção inicial é uma estrutura tubular retorcida e por isso denominada de de parte convoluta ou pars convoluta ou túbulo contornado proximal. A segunda parte tem a estrutura tubular mais retificada, portanto, denominada parte reta ou pars recta.
O túbulo proximal também é subdivido em três segmentos, de acordo com a estrutura de suas células: o segmento S1, S2 e S3. O segmento S1 estende-se por dois terços da parte convoluta. O segmento S2, estende-se pelo restante da parte convoluta e pela porção inicial da parte reta. O segmento S3 compreende a maior parte da parte reta.
| Segmento        | Divisão         | Subdivisão  | Comentário                            |
| --------------- | --------------- | ----------- | ------------------------------------- |
| Túbulo proximal | Parte convoluta | Segmento S1 | Estende-se pelos dois terços iniciais |
| Túbulo proximal | Parte convoluta | Segmento S2 | Estende-se pelo terço final           |
| Túbulo proximal | Parte reta      | Segmento S2 | Ocupa a porção inicial                |
| Túbulo proximal | Parte reta      | Segmento S3 | Ocupa o restante da parte reta        |

## Histologia
O túbulo proximal é formado por um epitélio cilíndrico simples com inúmeras mitocôndrias, numerosas microvilosidades na superfície das suas células formando uma orla em escova, prolongamentos laterais que se interligam com as vizinhas, aumentando significativamente a superfície basal das células, onde estão localizadas as mitocôndrias. A presença de microvilosidades em redor da escova, prolongamentos laterais e muitas mitocôndrias, são características típicas de células transportadoras de iões.

## Funções
- Inicia a transformação do filtrado glomerular em urina
- Absorve 85% do sódio e água do filtrado glomerular
- Absorve potássio, cloro, bicarbonato, glicose e aminoácidos
- Secreta creatinina e medicamentos para o fluido tubular